# Querdisparation
Als Querdisparation, auch Querdisparität, bezeichnet man die Verschiedenheit der Bildlage auf der Netzhaut des rechten und linken Auges, die durch den Augenabstand (beim Menschen etwa 50 mm bis 70 mm) entsteht und somit von ihrer Vergenzstellung abhängig ist.
Das Sehsystem besitzt die Fähigkeit, aus der Verschiedenheit dieser zweidimensionalen Bilder Informationen für das räumliche Sehen zu gewinnen. Das Ergebnis daraus bezeichnet man als stereoskopisches Sehen, vgl. auch Deviation.
Man unterscheidet zwischen gekreuzter Querdisparation und nicht gekreuzter Querdisparation. Von gekreuzter Querdisparation spricht man, wenn Objekte vor dem Horopter liegen und somit auf den äußeren Randbereich der Netzhaut fallen. Von ungekreuzter Querdisparation spricht man, wenn Objekte hinter dem Horopter liegen und somit auf den inneren Randbereich der Netzhaut fallen.

## Bilder für linkes und rechtes Auge
Die folgenden Bilder sind mit einer Kamera auf zwei verschiedenen Positionen aufgenommen worden, wobei der horizontale Abstand jeweils dem Augenabstand entspricht.
| Bild für linkes Auge | Bild für rechtes Auge |
| -------------------- | --------------------- |
|                      |                       |
|                      |                       |

Um die Querdisparation zu veranschaulichen, muss man bei einer Aufnahme mit einer Kamera und ohne Stativ die Bildpositionen ausrichten. Die Animation zeigt diese Ausrichtung und im Hintergrund (Bäume) kann man die Bildunterschiede erkennen, die durch die Querdisparation erzeugt werden.

## Ausrichtung der Einzelbilder
Im Hintergrund der Animation in dem Bereich der Bäume sieht man bei Ausrichtung der Einzelbilder für das rechte und linke Auge bei einer deckungsgleichen Bank in Vordergrund die horizontale Verschiebung der Projektionen von Bäume in den Einzelbildern für das rechte und linke Auge.

## Projektive Geometrie
In der nachfolgenden Abbildung wurde die Querdisparation in der Animation durch eine geometrische Konstruktion veranschaulich. Die obigen beiden Punkte {\displaystyle Z_{L}} und {\displaystyle Z_{R}} sind jeweils die Augenpunkte, die in der Animation langsam auseinandergezogen werden. Mittels projektiver Geometrie kann man dann die Bilder einer senkrechten Strecke beobachten, die sich in der Projektion bei wachsendem Augenabstand verschieben.

## Überlagerte Einzelbilder - Querdisparation
Die folgende Abbildung zeigt die transparente Überlagung der obigen zwei Einzelbilder mit der Kabelrolle auf einem Feld. Deckungsgleich sind nur einzelne Teile der vorderen Kabelrolle. Bei der Kabelrolle weiter im Hintergrund sieht man die projektive Verschiebung in den überlagerten Einzelbildern.

## Querdisparation und 3D-Anglyph-Bilder

Rot-Grün-Brille

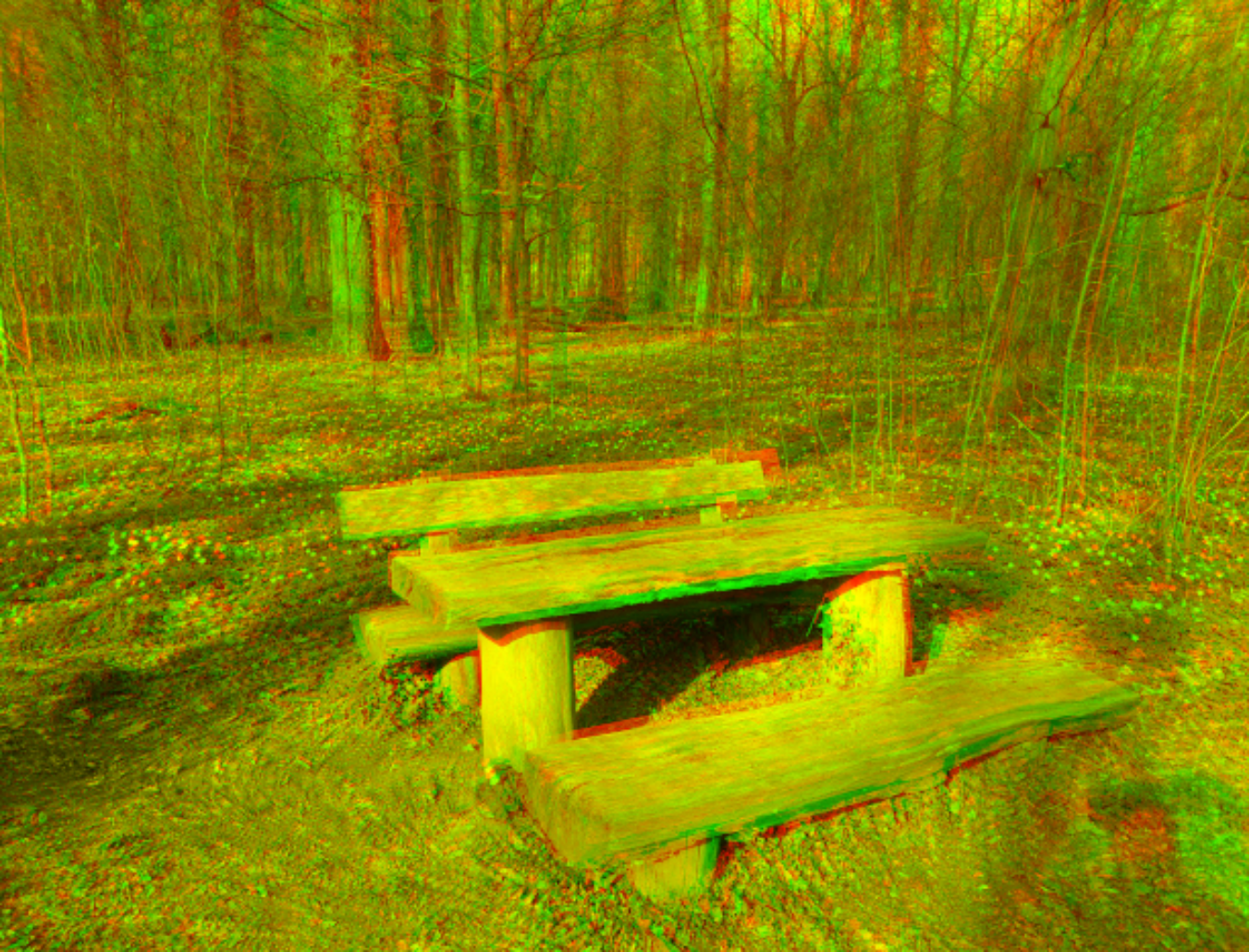
Bank im Wald als Anaglyph-3D-Bild - Verwenden Sie den grünen Farbfilter für das linke Auge und den roten Farbfilter für das rechte Aufge

In der folgenden Abbildung wurde das linke und rechte Bild für das Auge für eine Rot-Grün-Brille eingefärbt. Durch die Filterfunktion in einer Rot-Grün-Brille bekommen beide Augen wieder die getrennten Bildinformationen. Der rote Farbfilter im Auge sorgt dafür, dass die Rotanteile im Bild auf diesem Auge nicht sichtbar sind und der Grünfilter macht für das jeweils andere Auge den die grün kodierten Bildinformationen unsichtbar. Durch diese Filterfunktion kann das durch die Querdisparation induzierte räumliche Sehen emuliert werden.

### Beispiel - Kabelrollen auf einem Feld
Das folgende Anaglyph-3D-Bild von zwei Kabelrollen auf einem Feld ist aus zwei Einzelbilder entstanden, die mit seitlicher Versetzung im Augenabstand aufgenommen wurden. Verwenden Sie zur Ansicht den Grünfilter vor dem linken Auge und den Rotfilter vor dem rechten Auge